# Robert Vansittart, 1. Baron Vansittart

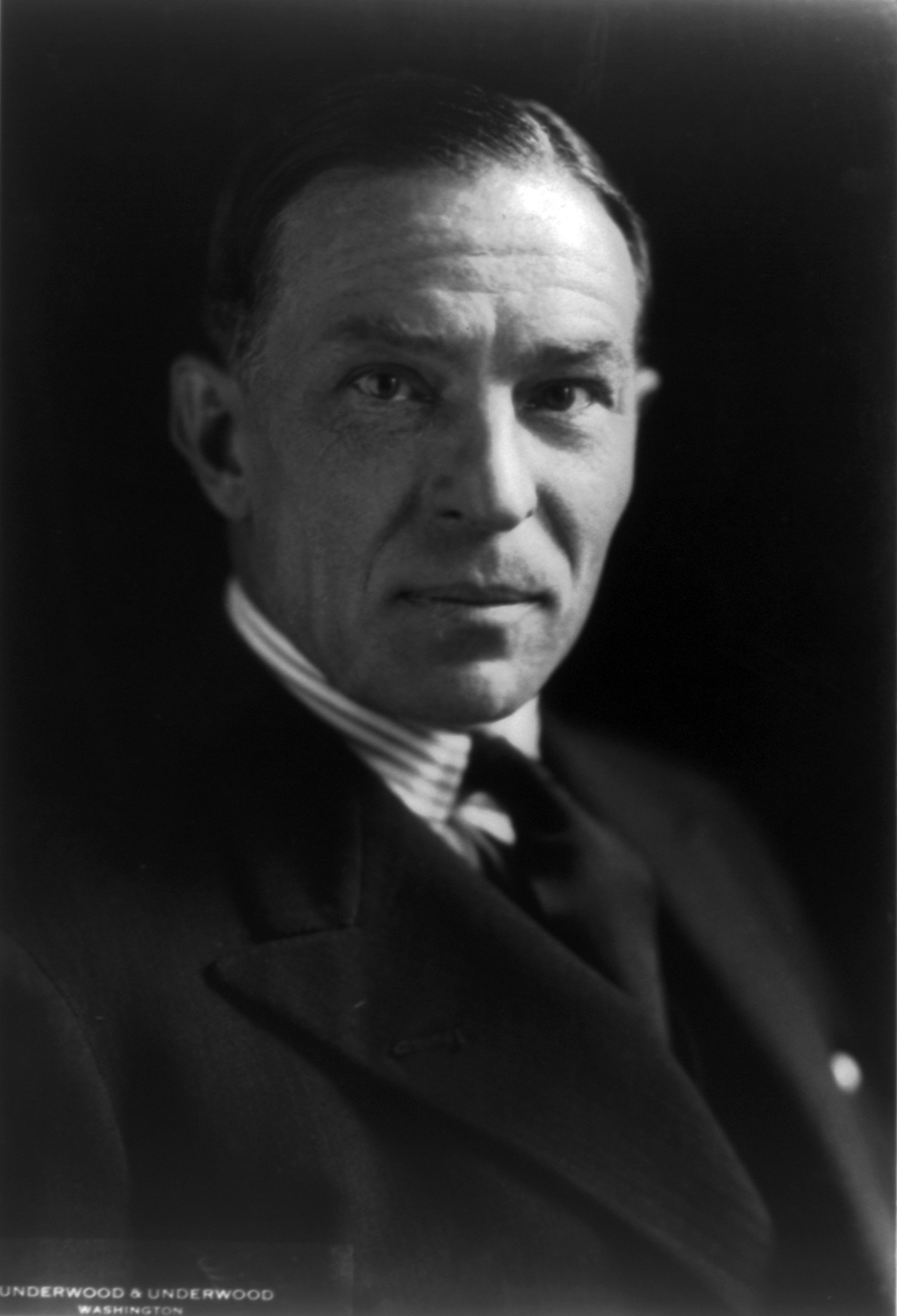
Robert Vansittart 1929

Robert Gilbert Vansittart, 1. Baron Vansittart, GCB, GCMG, (* 25. Juni 1881 in Farnham, Surrey; † 14. Februar 1957 in Denham, Buckinghamshire) war ein britischer Diplomat und von 1930 bis 1937 Staatssekretär im Foreign Office. Er war ein Gegner der Appeasementpolitik und vertrat die Ansicht, dass Aggression und Grausamkeit zum deutschen Nationalcharakter gehörten („Vansittartismus“).

## Leben
Robert Vansittart, ein Cousin zweiten Grades von Thomas Edward Lawrence (Lawrence von Arabien), stammte aus einer Familie mit niederländischen Wurzeln – daher der ungewöhnliche Name (ursprünglich van Sittard). Er besuchte das Eton College und reiste danach zwei Jahre durch Europa, wo er Französisch und Deutsch lernte. 1902 trat er in den Auswärtigen Dienst, der ihn als Botschaftssekretär nach Paris (1903–05), Teheran (1907–09) und Kairo (1909–11) entsandte. Ab 1911 diente er in der Zentrale des Außenministeriums in London. Nach dem Ersten Weltkrieg nahm er 1919–20 an der Pariser Friedenskonferenz teil. Anschließend war er bis 1924 Büroleiter des Außenministers Lord Curzon. Danach leitete er vier Jahre die Amerikaabteilung im Foreign Office. Von 1928 bis 1930 war Vansittart Principal Private Secretary (Büroleiter) der Premierminister Stanley Baldwin und Ramsay MacDonald. Im Januar 1930 wurde er beamteter Staatssekretär (Permanent Under-secretary of State) im Außenministerium.
Bis Dezember 1937 war er oberster Beamter im Außenministerium. Als Gegner der Appeasement-Politik geriet er später in Konflikt mit Premier Arthur Neville Chamberlain und wurde Anfang 1938 auf den unbedeutenden Posten eines „diplomatischen Chefberaters“ der Regierung abgeschoben. Über Arthur Primrose Young kontaktierte er Carl Friedrich Goerdeler (er meinte in ihm einen „Landesverräter“ zu erkennen) und brachte dessen Einschätzungen über Hitler in die politische Debatte ein.
Im Spätherbst 1940 veröffentlichte er in siebenteiligen BBC-Radiosendungen, von ihm selbst verlesen, und von Januar bis März 1941 in Broschüren-Form mit einer Auflage von über 1 Million Stück für die Briten unter dem Titel Black Record antideutsche 70-seitige Pamphlete, die eine in den Tagen des Tacitus beginnende Geschichte deutscher Aggressionen in Europa erzählten und die nach Auffassung des späteren Bundeskanzlers Willy Brandt der Hitlerschen Rassenlehre sehr nahe verwandt waren und den Begriff des Vansittartismus begründeten. Danach, so brachte Brandt 1946 die vereinfachende Kriegspropaganda des „vulgären Vansittarismus“ auf den Punkt, seien „die Deutschen immer grausam gewesen. Sie seien von Natur aus schlecht.“ Diese Verallgemeinerung habe das „andere Deutschland“ als politische Kraft ignoriert und behindert.
Vansittart wurde 1940 in den Privy Council berufen und am 3. Juli 1941 als Baron Vansittart, of Denham in the County of Buckingham, in den erblichen Adelsstand erhoben und damit automatisch Mitglied des britischen Oberhauses. So entfernte ihn Churchills Kriegskabinett auf gesichtswahrende Weise aus dem Regierungsdienst, da Vansittarts öffentliches Auftreten skandalös wirkte. Bereits seit 1942 wusste er, als einer von wenigen ausländischen Beobachtern, vom Völkermord an den europäischen Juden.

## Zitate
Kollektivschuld:
- „Der Deutsche ... war immer der Barbar, der Bewunderer des Krieges, der Feind – heimlich oder offen – der Menschenfreundlichkeit, des Liberalismus und der christlichen Zivilisation; und das Hitler-Regime ist kein zufälliges Phänomen, sondern die logische Konsequenz der deutschen Geschichte, des Deutschen in excelsis.“[7]
- „England braucht in Deutschland keinen Secret Service mehr; die Deutschen selbst kommen ja in Scharen zu uns und erzählen alles“, stellte Vansittart 1939 zynisch fest.[8]

## Kritik
Ein bekannter englischer Kritiker Vansittarts war der britische Sozialist Victor Gollancz. Robert Neumann schrieb unter dem Titel Die Protokolle der Weisen von Bonn eine Parodie, in der er Vansittart von dem „ganz streng geheimen Weltversklavungsplan“ berichten lässt: „Er ging zurück bis auf das Jahr 2413 vor Christo. Seither, 859mal im ganzen, stürzte er immer wieder die Menschheit ins Verderben.“
Vansittart war ein Freund Alexander Kordas, zu dessen Film Der Dieb von Bagdad er Liedtexte beisteuerte.
Sein Adelstitel erlosch mit seinem Tod, da er keinen männlichen Nachkommen hatte.

## Memoiren
- Lessons of My Life (1945)
- The Mist Procession (1958)